# Салацкий, Николай Францевич
Сала́цкий Никола́й Фра́нцевич (20 апреля 1919 Иркутская область — 6 мая 1993, Иркутск) — советский и партийный деятель, председатель Иркутского горисполкома (1962—1980), почётный гражданин Иркутска.
Отец был лесообьезчиком. 

## Биография
Родился 20 апреля 1919 года в деревне Владимировка Усольского района Иркутской области. 
В 1938 году был призван в армию. Участник Великой Отечественной войны.
В 1943 году был комиссован, работал в комсомоле.
В 1950 году был назначен заместителем, затем — секретарём парткома Иркутской ГЭС. В 1962 году был избран председателем Иркутского горисполкома, работал до 8 января 1980 года. 
Затем работал заместителем председателя Областного отделения ВООПИиК. 
Автор книги «О былом как было. Записки председателя горисполкома» (Иркутск, 1992).
Скончался 6 мая 1993 года в Иркутске. Похоронен на Радищевском кладбище в Иркутске.

## Память
- В 2001 году в Иркутске улица Листа переименована в улицу Салацкого[4].
- В Иркутске на доме, где жил Николай Салацкий, установлена мемориальная доска[5].
- В Иркутске на доме, где работал Николай Салацкий, установлена мемориальная доска[6].
- В 2014 году в Иркутске объявлен конкурс проектов памятника Николаю Салацкому[7]. 17 октября 2019 г. памятник установлен[8].
- В 2019 году в Иркутске на улице Карла Маркса к 100-летию со дня рождения Николая Салацкого установлен бронзовый бюст градоначальника[9].